# Pseudoduganella danionis
Pseudoduganella danionis es una bacteria gramnegativa del género Pseudoduganella. Fue descrita en el año 2016. Su etimología hace referencia al pez cebra (Danio rerio). Es aerobia y móvil. Tiene un tamaño de 1 μm de ancho por 1,9 μm de largo. Forma colonias circulares, de color beige y con bordes lisos en agar R2A tras 3 días de incubación. También crece en agar NA y PYE, pero no en LB ni MacConkey. Catalasa y oxidasa negativas. Temperatura de crecimiento entre 10-37 °C, óptima de 25 °C. Se ha aislado de un pez cebra en Chile. 